# ثوابة بن سلامه الجذامی
ثوابه بن سلامه الجذامی (عربی: ثوابة بن سلامة الجذامي) بیست و یکمین والی اموی اندلس (۷۴۵-۷۴۶) بوده است.
وی که جانشین ابوالخطار الکلبی شده بود در سال ۷۴۶ درگذشت و عبدالرحمن بن کثیر اللخمی به حکومت اندلس انتخاب شد.